# Jonathan Mendelsohn
Jonathan Mendelsohn, född 1980 i Brooklyn, USA, är en amerikansk låtskrivare, DJ och musikartist inom främst elektronisk dansmusik och pop. Som DJ / producent och remixare har han gått under namnet Mendy.

## Biografi
Mendelsohn växte upp i norra delen av New York State och lärde sig musik bland annat genom sin mor, som är konsertpianist. Han har under ett flertal år experimenterat och prövat sig fram som DJ och med en mängd remixprojekt och i samarbete med ett antal olika artister, däribland Brennan Heart, Andrew Rayel och Orjan Nilsen. Han slog igenom med sina vokalinsatser i låten "Imaginary" av Brennan Heart. 
Förutom hans inspelningsinsatser har Mendelsohn också efterhand blivit uppmärksammad internationellt, när han sjungit på turnéer och inspelningar med Dash Berlin, Brennan Heart, David Morales och Morgan Page. Han har i stil liknats vid artister som Robyn och One Republic.
Mendelsohns eget debutalbum, Reckless Wonder, är förberett för utgivning.

## Diskografi
| År   | Titel                   | Producent                              | Skivbolag       | Genre             |
| ---- | ----------------------- | -------------------------------------- | --------------- | ----------------- |
| 2008 | King Of My Castle       | Warmdue Project                        | Pacha           | Progressive house |
| 2009 | Forgiveness             | Warmdue Project                        | Fierce Angel    | House             |
| 2009 | This Moment             | Nic Chagall                            | High Contrast   | Trance            |
| 2010 | Till Tonight            | Laidback Luke                          | Mixmash         | Trance            |
| 2010 | Timebomb                | Laidback Luke                          | Mixmash         | Progressive house |
| 2010 | Coming Back             | Marco V                                | In Charge       | Trance            |
| 2010 | Love We Got             | Laurent Wolf                           | Wolf Project    | Electro house     |
| 2011 | Walking Away            | Chris Kaeser                           | House And Love  | Progressive house |
| 2011 | Better Half Of Me       | Dash Berlin                            | Aropa           | Trance            |
| 2011 | Wonderful               | World Sketch                           | Roth Project    | House             |
| 2011 | Never Letting Go        | World Sketch                           | Roth Project    | House             |
| 2011 | Ready To Love           | World Sketch                           | Roth Project    | House             |
| 2011 | You Just Don't Love Me  | David Morales                          | Ultra           | Progressive house |
| 2011 | Bring Me Back           | Dennis Shepherd                        | High Contrast   | Trance            |
| 2012 | Something For Everybody | Cazwell, Get Far, DAB                  | Nettwerk        | Progressive House |
| 2012 | Where Did you Go        | Morgan Page, Andy Caldwell             | Melodica        | Pop               |
| 2012 | World Falls Apart       | Dash Berlin                            | Aropa           | Trance            |
| 2012 | Back To Me              | Jody Wisternoff                        | Anjunadeep      | Deep House        |
| 2012 | Out Of Reach            | Jody Wisternoff                        | Anjunadeep      | Deep House        |
| 2012 | Slowmotion              | Jody Wisternoff                        | Anjunadeep      | Deep House        |
| 2012 | Last Time               | David Morales                          | Ultra           | House             |
| 2012 | Standing In Your Way    | StoneBridge, Matt Joko                 | Zouk            | Bigroom           |
| 2012 | Tears                   | Gina Star                              | LOI             | -                 |
| 2013 | Imaginary               | Brennan Heart                          | WE R            | Hardstyle         |
| 2013 | Steal You Away          | Dash Berlin & Alexander Popov          | Aropa           | Trance            |
| 2013 | Tonight                 | Juanjo Martin                          | Supermartxe     | Progressive House |
| 2013 | Hurricane               | Dohr & Mangold                         | Trice           | Bigroom           |
| 2014 | Apart                   | Ørjan Nilsen                           | Armada          | Trance            |
| 2014 | One In A Million        | Andrew Rayel                           | Armada          | Trance            |
| 2014 | A New Dream             | Tenishia                               | Black Hole      | Trance            |
| 2014 | Starlight               | World Sketch                           | Roth Project    | House             |
| 2014 | Satellite               | Tritonal                               | Enhanced        | Bigroom           |
| 2014 | Earthquake              | Venom One                              | Coldharbour     | Trance            |
| 2014 | Follow The Light        | Brennan Heart                          | WE R            | Hardstyle         |
| 2015 | Echo                    | Hardwell                               | Ultra           | Trance            |
| 2015 | This Time               | Nic Chagall                            | Wake Your Minds | Trance            |
| 2015 | Give Me The Love        | Bryan Milton                           | Sine            | Electronica       |
| 2015 | Shooting Star           | Juanjo Martin                          | Clipper's Sound | Progressive house |
| 2015 | Thunda                  | Honey Dijon & Tim K                    | Classic         | -                 |
| 2015 | Ghost In The Machine    | Blasterjaxx & MOTi                     | Spinnin’        | Bigroom           |
| 2015 | All My Life             | Cosmic Gate                            | Armada          | Trance            |
| 2016 | Open My Eyes            | Tom Swoon                              | Revealed        | Bigroom           |
| 2016 | Memories                | Juanjo Martin                          | Blanco y Negro  | Pop               |
| 2016 | Miracle                 | Fedde le Grand                         | WePLAY          | -                 |
| 2016 | Lost                    | Fedde le Grand                         | WePLAY          | -                 |
| 2016 | Way To Happiness        | Mark Sixma                             | Armada          | Trance            |
| 2016 | World Like This         | Alexander Popov                        | Armada          | Trance            |
| 2016 | Be Here Now             | Brennan Heart                          | WE R            | Hardstyle         |
| 2017 | Home                    | Andrew Rayel                           | Armada          | Trance            |
| 2017 | Forgiven                | Andrew Rayel                           | Armada          | Trance            |
| 2017 | Streets Of Gold         | Standerwick                            | Armada          | Trance            |
| 2017 | Sun Comes Again         | Tenishia                               | Interplay       | Trance            |
| 2017 | Black Rose              | Blasterjaxx                            | Maxximize       | Bigroom           |
| 2017 | We Are Legends          | Hardwell & Kaaze                       | Revealed        | Bigroom           |
| 2017 | End Of The World        | Kaaze                                  | Revealed        | Bigroom           |
| 2017 | Broken                  | Brennan Heart                          | WE R            | Hardstyle         |
| 2017 | Return To Love          | Shane 54                               | Armada          | Trance            |
| 2017 | In My Dreams            | Futuristic Polar Bears                 | Knightvision    | -                 |
| 2018 | Ocean                   | Seven Lions & Jason Ross               | Ophelia         | Pop               |
| 2018 | This Is Where It Starts | Solarstone                             | Black Hole      | Trance            |
| 2018 | Coming Back To You      | Brennan Heart                          | WE R            | Hardstyle         |
| 2019 | Close Your Eyes         | Jason Ross                             | Anjunabeats     | House             |
| 2019 | Locked Out Of Heaven    | Dash Berlin                            | Armada          | Trance            |
| 2019 | Nothing Hurts Like Love | Dash Berlin                            | Bodywrmr        | Trance            |
| 2019 | Young At Heart          | Navarra                                | Pitch           | Pop               |
| 2019 | Never Before            | Gareth Emery, Ashley Wallbridge        | Garuda          | Trance            |
| 2019 | Poison Lips             | Kaaze                                  | Revealed        | Bigroom           |
| 2020 | Moving Mountains        | Wolfpack                               | Smash The House | Bigroom           |
| 2020 | Foolish Of Me           | Seven Lions, Jason Ross, Crystal Skies | Ophelia         | Dubstep           |
| 2020 | Hurts Sometimes         | Slander, Fairlane                      | Heaven Sent     | Dubstep           |
| 2021 | By My Side              | Wolfpack and Jerry Dávila              | Smash The House | Bigroom           |